# Màrsies de Filips
Màrsies de Filips (en llatí Marsyas, en grec antic Μαρσύας) fou un escriptor grec conegut generalment com el Jove (ὁ νεώτερος), sovint confós amb Màrsies de Pel·la.
No se sap quan va viure però segurament després d'Alexandre el Gran. Els primers que l'esmenten són Plini el Vell i Ateneu de Naucratis, que diu que era un sacerdot d'Hèracles.
D'algunes obres seves se'n coneixen els títols:
- Μακεδονικά, que no se sap del cert si era un tractat geogràfic o històric sobre Macedònia.
- Ἀρχαιολογία, en dotze llibres, que alguns autors identifiquen amb el llibre Ἀττικά de Màrsies de Pel·la.
- Μυθικά, en set llibres, que Suides atribueix també a Màrsies de Pel·la.[1]